# Varangaon
Varangaon es una ciudad censal situada en el distrito de Jalgaon en el estado de Maharashtra (India). Su población es de 35 411 habitantes (2011).

## Demografía
Según el censo de 2011 la población de Varangaon era de 35411 habitantes, de los cuales 18385 eran hombres y 17026 eran mujeres. Varangaon tiene una tasa media de alfabetización del 86,41%, superior a la media estatal del 82,34%: la alfabetización masculina es del 90,80%, y la alfabetización femenina del 81,73%.